# Bobbie Eakes
Bobbie Diane Eakes (ur. 25 lipca 1961 w Macon) – amerykańska aktorka telewizyjna i piosenkarka. Odtwórczyni roli Macy Aleksander w operze mydlanej CBS Moda na sukces (The Bold and the Beautiful, 1989–2000, 2001, 2002–2003). Wystąpiła jako Krystal Carey w operze mydlanej ABC Wszystkie moje dzieci (All My Children, 2003–2011).

## Życiorys
Urodziła się w Macon w stanie Georgia jako najmłodsza z pięciu córek Audrey i Roberta Eakesa, sierżanta wojsk lotniczych. Wychowywała się z czterema starszymi siostrami - Sharon, Susan, Shelly i Sandrą.
Mając szesnaście lat śpiewała wraz ze swoim zespołem w programie rozrywkowym, gdzie wykonała piosenkę „Country Girl”. W 1982 otrzymała tytuł Miss Stanu Georgia i znalazła się w finałowej piątce w wyborach Miss USA. 
Studiowała na Uniwersytecie Georgii w Athens-Clarke County. Śpiewała w Las Vegas w jednym z barów w Ceasar’s Palace.
W 1986 została wokalistką girlsbandu Big Trouble, z którym rok później wydała dwa single „Crazy World” (producent Giorgio Moroder) i „When the Love is Good” i nagrała płytę Big Trouble (1987).
Bez problemu znalazła agenta, który zdobył dla niej rolę Laurie Drake, córki Evana Drake’a (Tom Skerritt) sitcomie NBC Zdrówko (Cheers, 1988). Ponadto występowała gościnnie w produkcjach telewizyjnych takich jak: Matlock (1986), Falcon Crest (1987), Gliniarz i prokurator (1987), Cudowne lata (1988), 21 Jump Street (1989) z Johnny Deppem, Pełna chata (1989) z Johnem Stamosem, Dni naszego życia (2001) i JAG - Wojskowe Biuro Śledcze (2001).
Sympatię telewidzów zyskała rolą Macy Aleksander, córki Sally Spectry (Darlene Conley) i żony Thorne'a Forrestera (Jeff Trachta/Winsor Harmon) w operze mydlanej Moda na sukces (1989–2000, 2001, 2002–2003), za którą trzykrotnie zdobyła nominację do nagrody Soap Opera Digest. 
Razem ze swoim serialowym partnerem Jeffem Trachtą zagrała na scenie w Los Angeles w przedstawieniach: Kopciuszek (1990) i Listy miłosne (Love Letters, 1991) A.R. Gurneya oraz koncertowała po Europie, promując piosenki z ich wspólnego CD With Love from the Soaps (1992) i Bold and Beautiful Duets (1994). 
Można ją było zobaczyć także w filmach fabularnych: dramacie Dar z niebios (A Gift from Heaven, 1994) z udziałem Marka Ruffalo, dramacie familijnym Siła miłości (Choosing Matthias, 2001) u boku Jeffa Faheya i Bo Hopkinsa oraz dramacie wojennym Wojna Charlie (Charlie's War, 2003) z Olympią Dukakis.
W operze mydlanej Tylko jedno życie (One Life to Live, 2004–2005) pojawiła się jako Krystal Carey. Rola Krystal Carey Chandler w operze mydlanej Wszystkie moje dzieci (All My Children, 2003–2011) przyniosła jej nominację do nagrody Emmy i Soap Opera Digest.

## Życie prywatne
4 lipca 1992 wyszła za mąż za Davida Steena, aktora, scenarzystę i producenta.

## Dyskografia

### Albumy solowe
- 1998: Here and Now
- Solowy album amerykańskiej piosenkarki Bobbie Eakes

Lista utworów:
1. A Broken Wing
2. Father Sun
3. We Made Love
4. That’s As Far As I’ll Go
5. The Crush
6. Fools Lullaby
7. What Do I Know
8. Long As I’m With You
9. I Know What Happens Next
10. While You Were Out
11. Only When (I Breathe)
12. It’s Your Love

- 2005: Something Beautiful

### Z zespołem Big Trouble
- 1987: Big Trouble

### W duecie zJeffem Trachtą
- 1994: Bold and Beautiful Duets
- 1994: A Beautiful Christmas with
- 1995: Duets II

### Kompilacje
- 1991: Soap Opera’s Greatest Love Themes
- 1993: John McCook Sings Bold And Beautiful Lovesongs
- 1998: Home Again
- 2000: Tracks
- 2001: Sordid Lives
- 2006: ABC Daytime Presents A Holiday Affair

### Single
- 1993: „Heaven’s Just A Step Away” (duet z Johnem McCook)
- 1994: „What’s Forever For” (duet z Jeffem Trachtą)
- 1994: „Love to Love You” (duet z Jeffem Trachtą)
- 1995: „Once in a Lifetime Love” (duet z Jeffem Trachtą)
- 1997: „Valentine” (duet z Rene Froger)
- 1998: „A Broken Wing”
- 1999: „The Crush”